# Park van Edingen

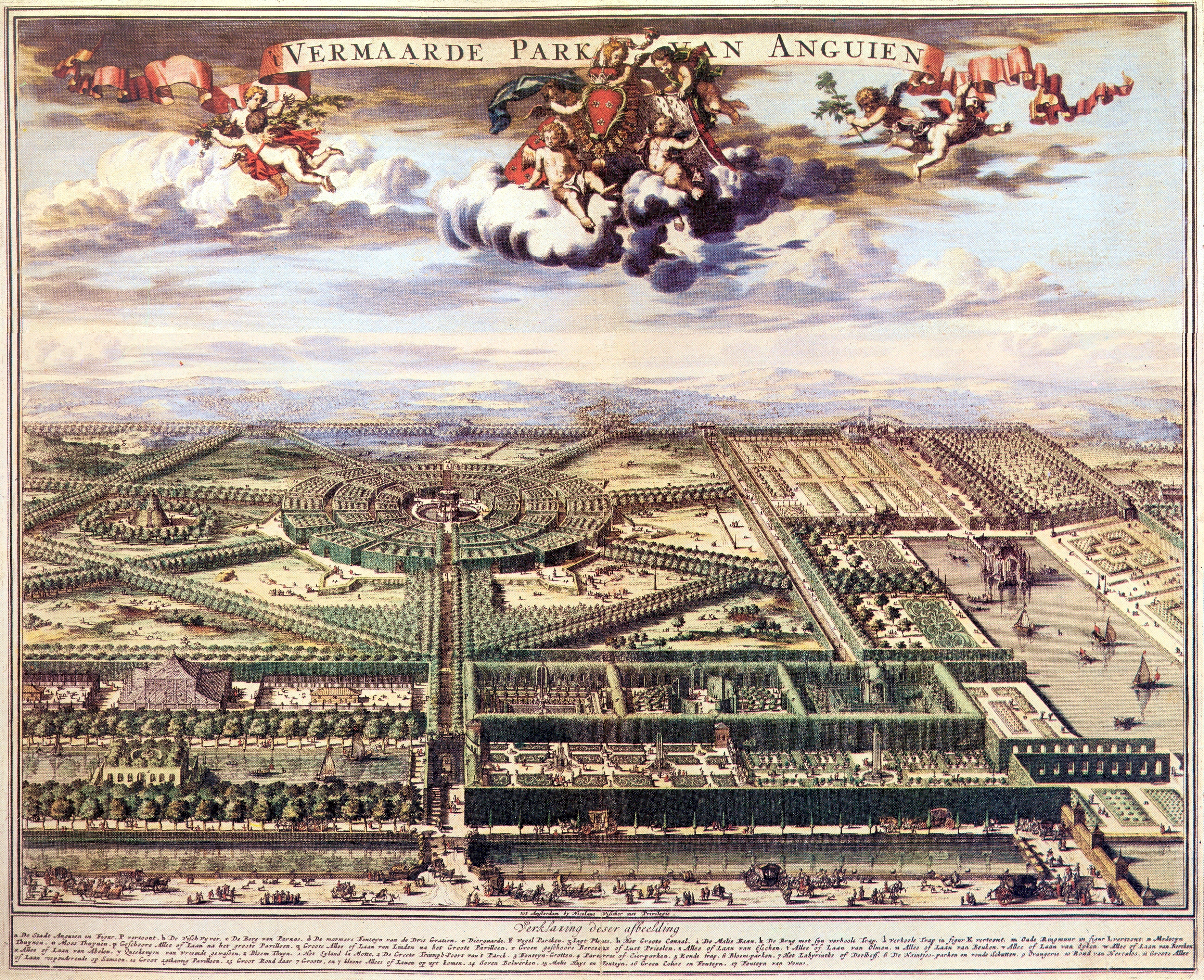
Het vermaarde park van Edingen eind 17e eeuw

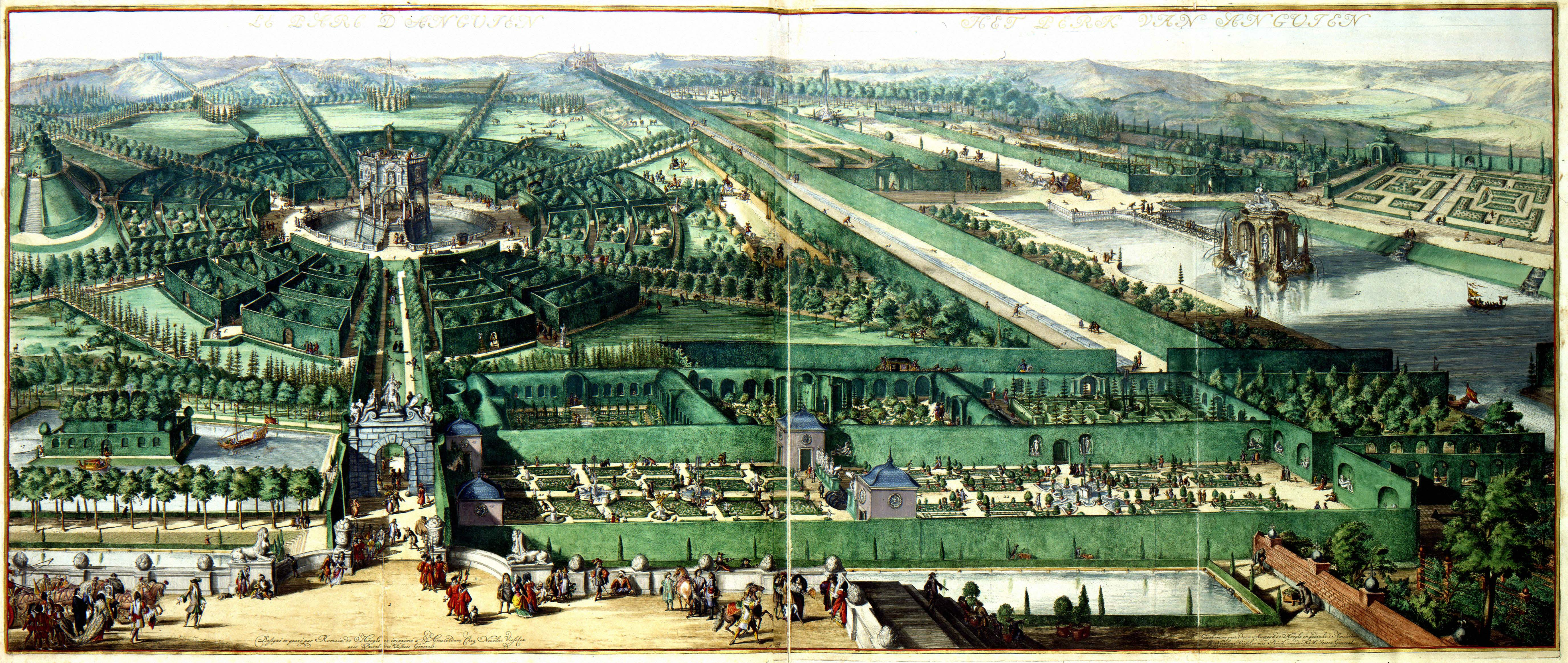
Het park afgebeeld door Romeyn de Hooghe rond 1680. Uiterst links de Parnassusberg, in de voorgrond en rechts de waterpartijen.

Het Park van Edingen is een ommuurd domein van 182 hectaren dat zich uitstrekt over de Belgische gemeenten Edingen en Opzullik (provincie Henegouwen).

## Geschiedenis

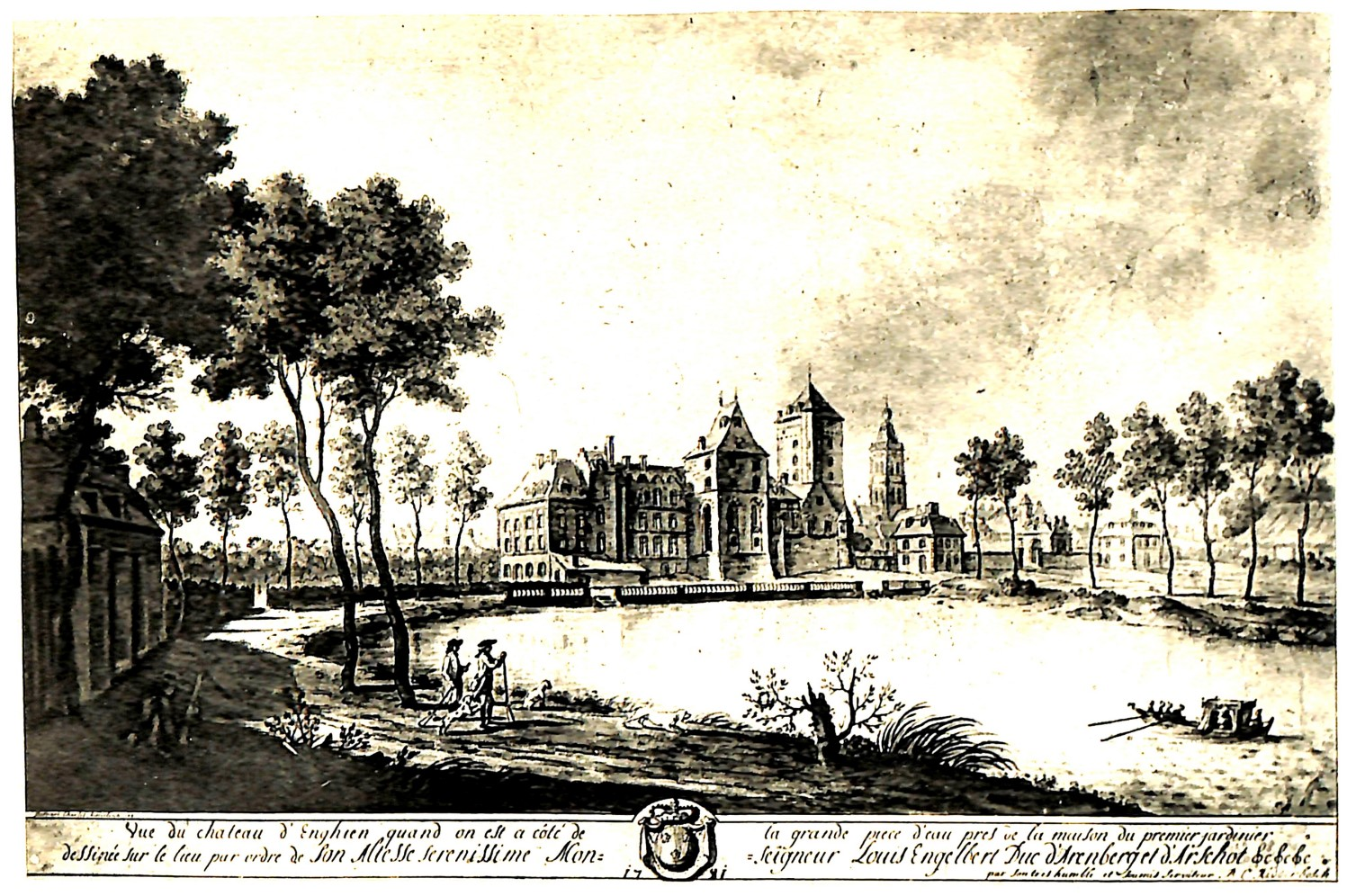
Het kasteel in 1781 door Bernard Charles Ridderbosch

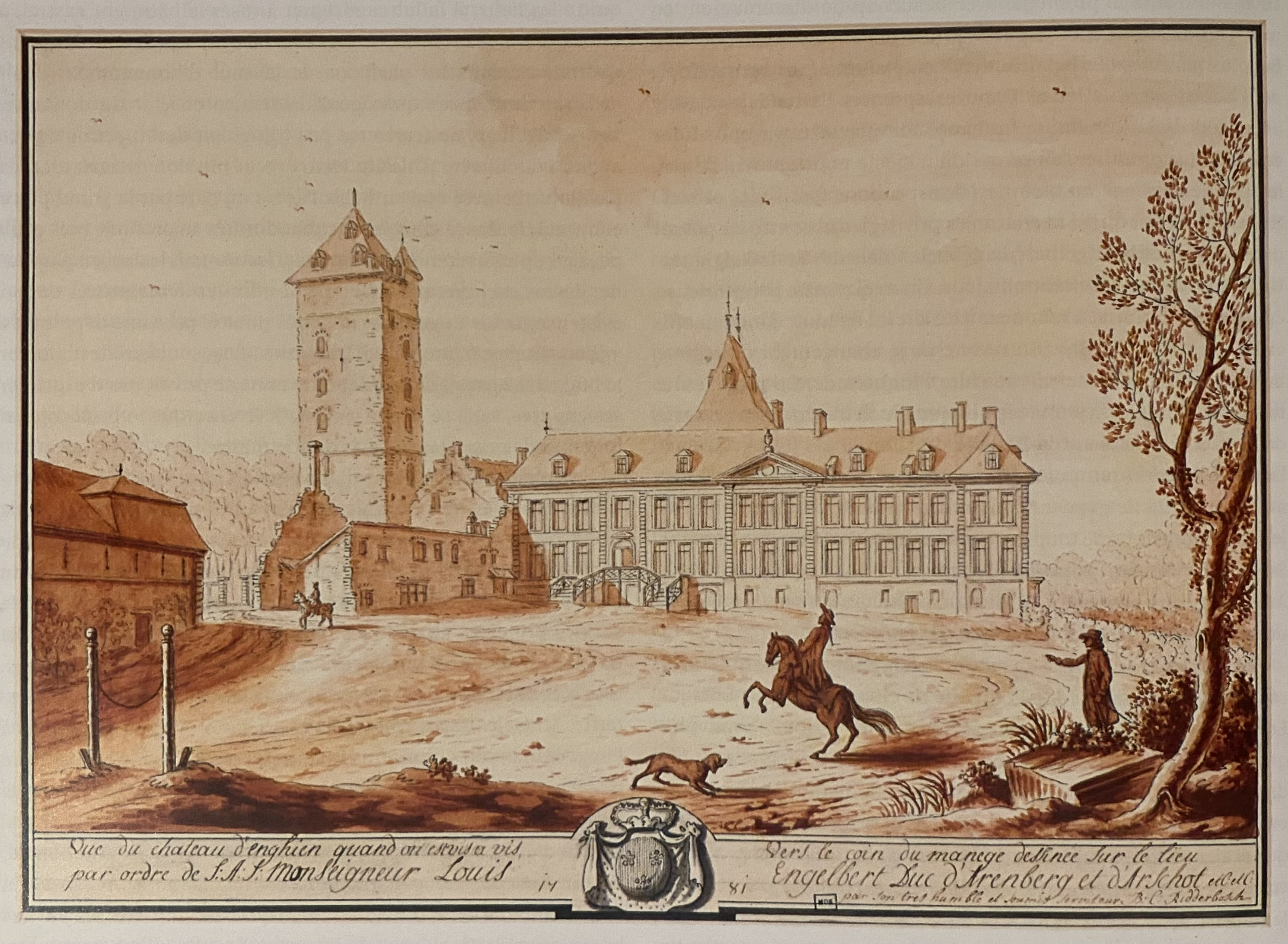
Het kasteel in 1781 door Bernard Charles Ridderbosch

### Middeleeuwen
In 1166 is op deze plaats een kasteel bekend, dat vernield werd door Boudewijn V van Henegouwen. Begin 13e eeuw werd het herbouwd.
Het was graaf Peter II van Saint-Pol die de aan het kasteel grenzende bossen ging ommuren en aanleggen als jachtgebied. In 1485 werd op het domein het huwelijk gevierd van zijn dochter Françoise met Filips van Kleef.

### Onder de Arenbergs
Het domein werd in 1606 verworven door Karel van Arenberg, die het voor 270.000 pond kocht van koning Hendrik IV van Frankrijk. De koning had het geërfd via een lijn die terugging op Peter II van Saint-Pol. De vorsten van Arenberg lieten eerst een kapucijnerklooster bouwen in hun nieuwe heerlijkheid (1615). Tussen 1630 en 1665 werden er ook verschillende tuinen aangelegd die tot de mooiste van Europa werden gerekend. De plannen werden opgesteld door kapucijnerbroeder Karel, Anton van Arenberg. Ook broeder Eustatius en nadien kanunnik Munoz waren nauw bij de plannen betrokken.
Door een brand op het kasteel (1645) moesten heel de vleugels herbouwd worden. Bouwmeesters waren Hiëronymus Duquesnoy en Petrus Paulus Mercx.
Anna van Montpensier was bij een bezoek in 1671 zeer onder de indruk van de renaissance- en baroktuinen. Ze bevond zich in het gezelschap van Lodewijk XIV, die Aat aan het belegeren was en er André le Nôtre liet bijhalen. Hij zou er enkele dagen inspiratie hebben opgedaan voor de tuinen van Versailles.
Dankzij de etsen van Romeyn de Hooghe, gemaakt rond 1680, is het toenmalige uitzicht van het park gekend. Er waren fonteinen, waterpartijen, paviljoenen, triomfbogen, standbeelden, een Parnassusberg, een orangerie, een lovertheater, een maliebaan met herberg, een motte met kunstmatige grot waarin namaakvogels floten en nog veel meer.
Op een verhoging was een zevenkantig paviljoen gebouwd (1656) dat tegelijk Tempel van Hercules en observatorium was. Het uitkijkterras was bereikbaar via een beweegbare trap met windas. In het bassin rond het paviljoen stond water dat volgens het principe van de communicerende vaten de nodige waterdruk gaf voor de fonteinen en andere hydraulische elementen in het park. Vanuit het paviljoen vertrokken er zeven grote en zeven kleine allees, elk met hun eigen boomsoorten en landschap. De kleine lanen leidden telkens naar een "bolwerk" waar een godenstandbeeld stond. Het geheel was doordrongen van kosmologische betekenis.

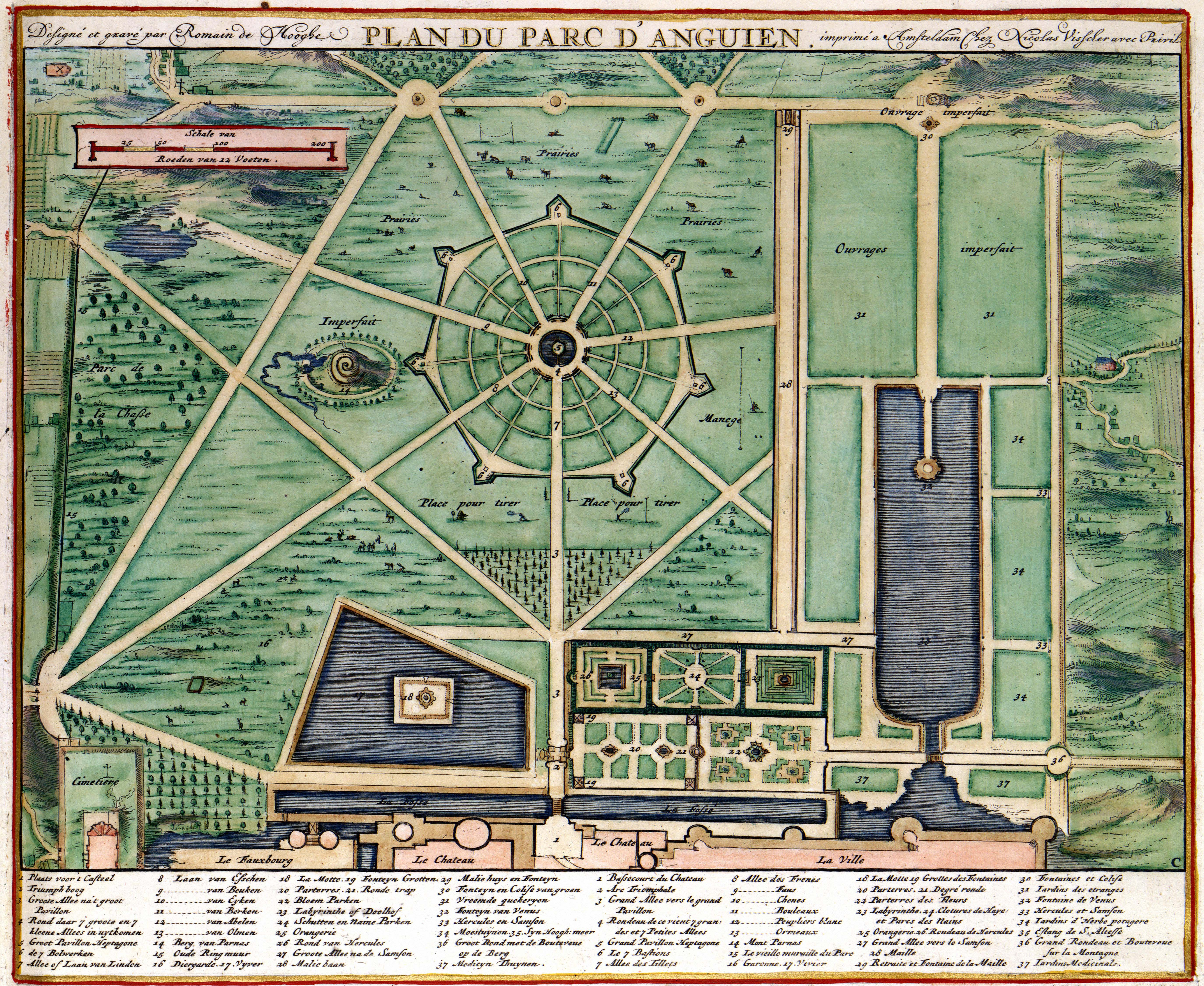
Plattegrond (waterpartijen grijs). De stervorm is bewaard maar niet de pentagoon eromheen.
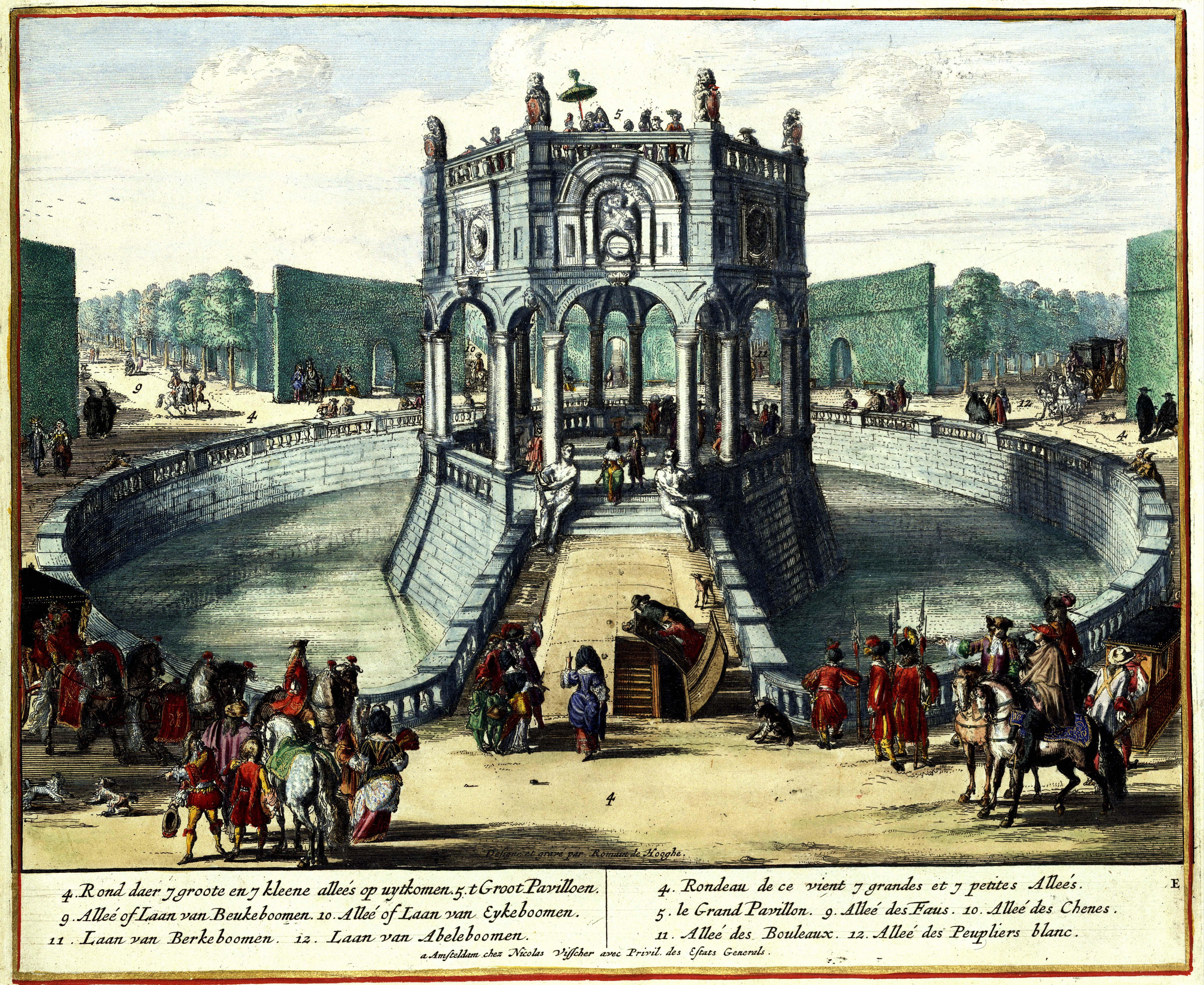
Groot Paviljoen of Paviljoen van de Zeven Sterren
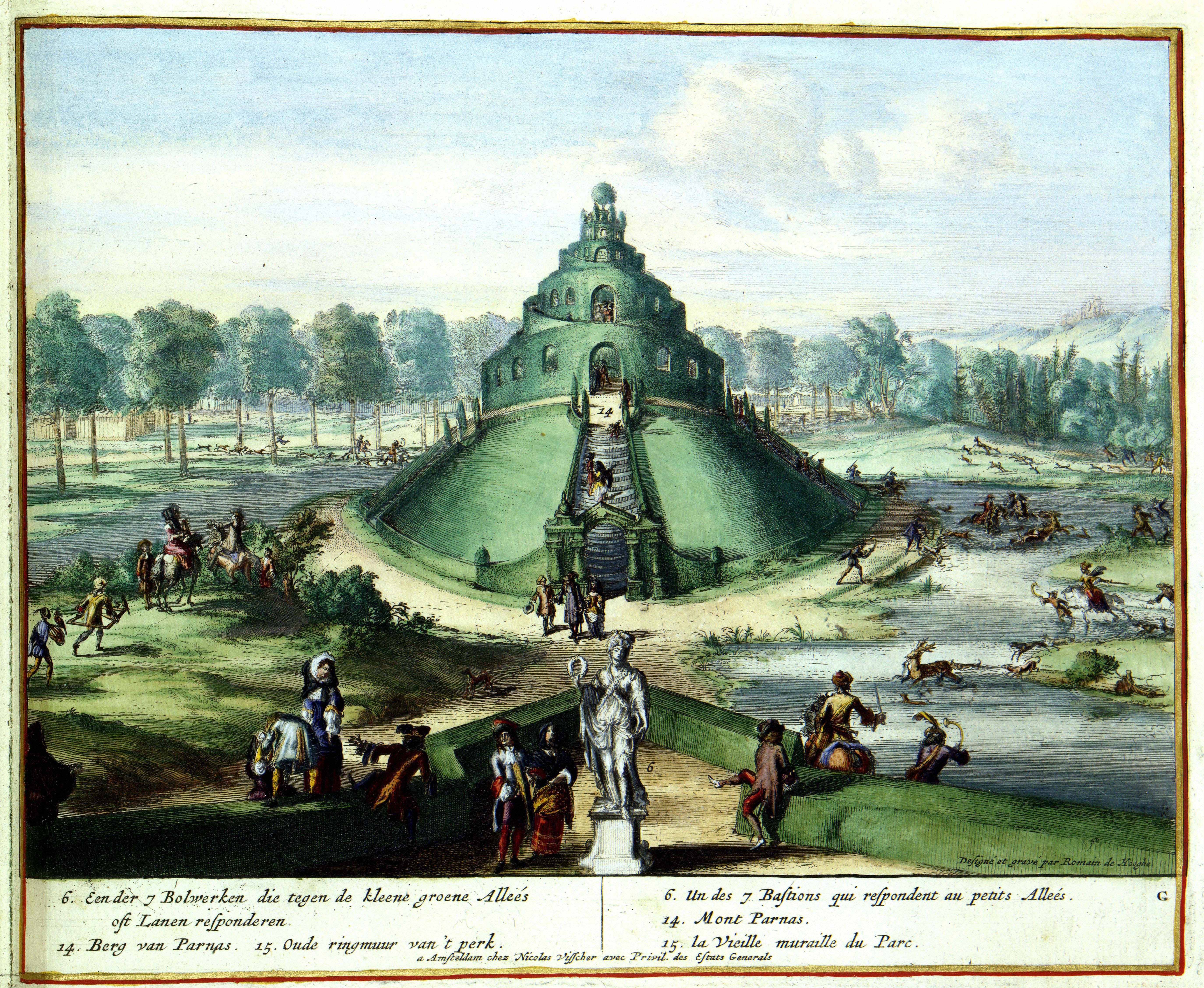
Parnassusberg met jachttafereel
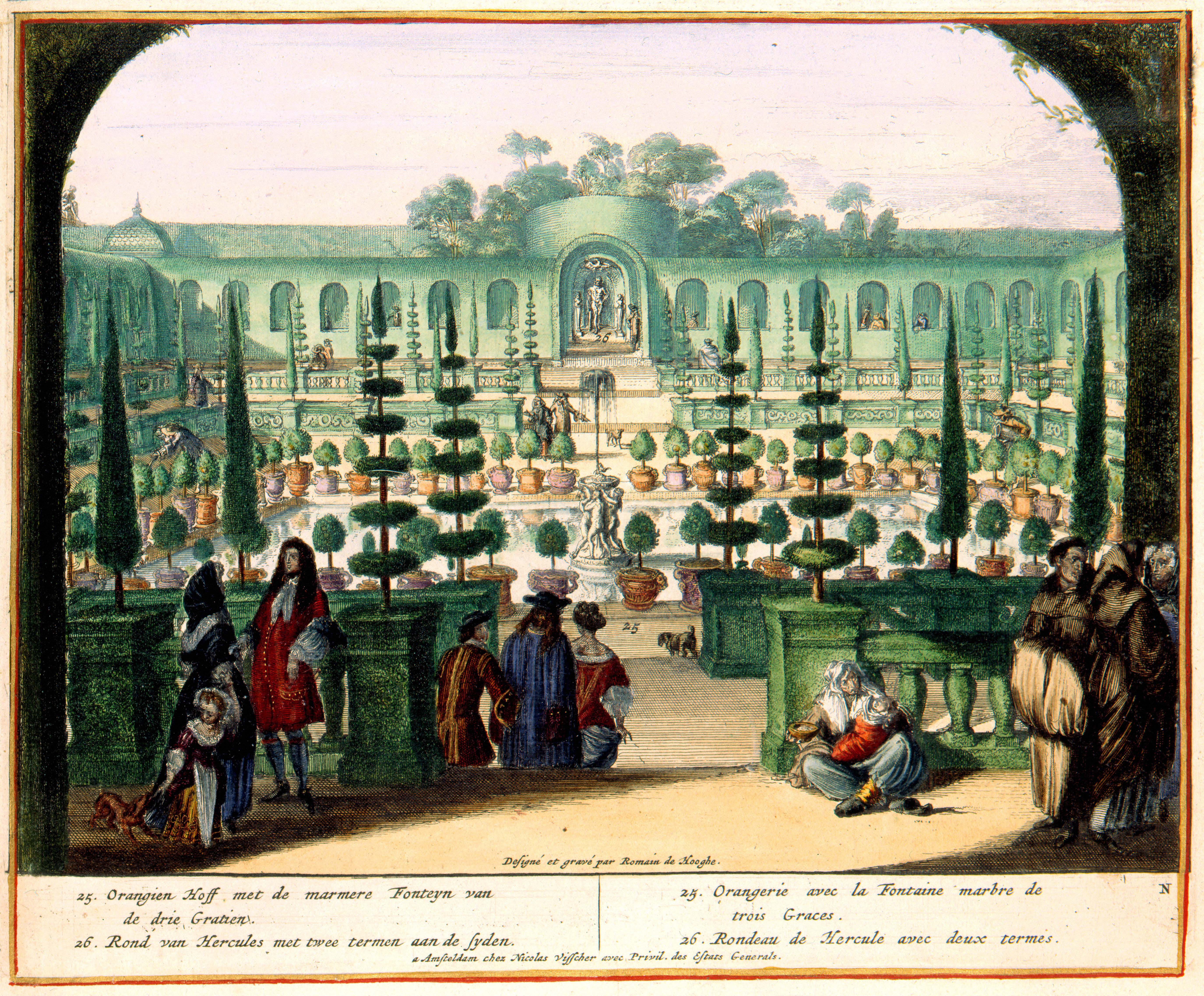
Orangerie met de fontein van de Drie Gratiën en het standbeeld van Hercules
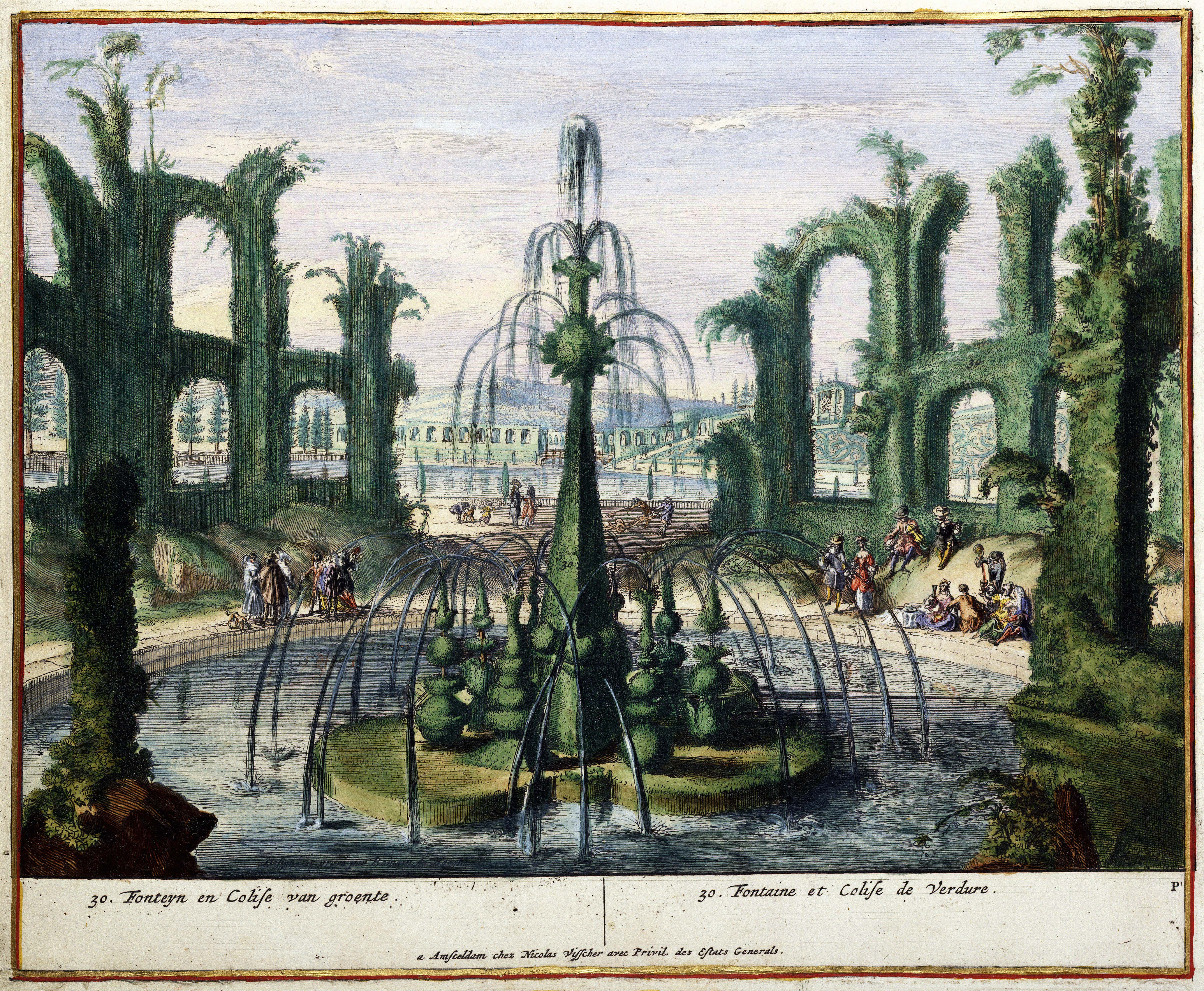
Groenfontein met op het Colosseum geïnspireerde hagen

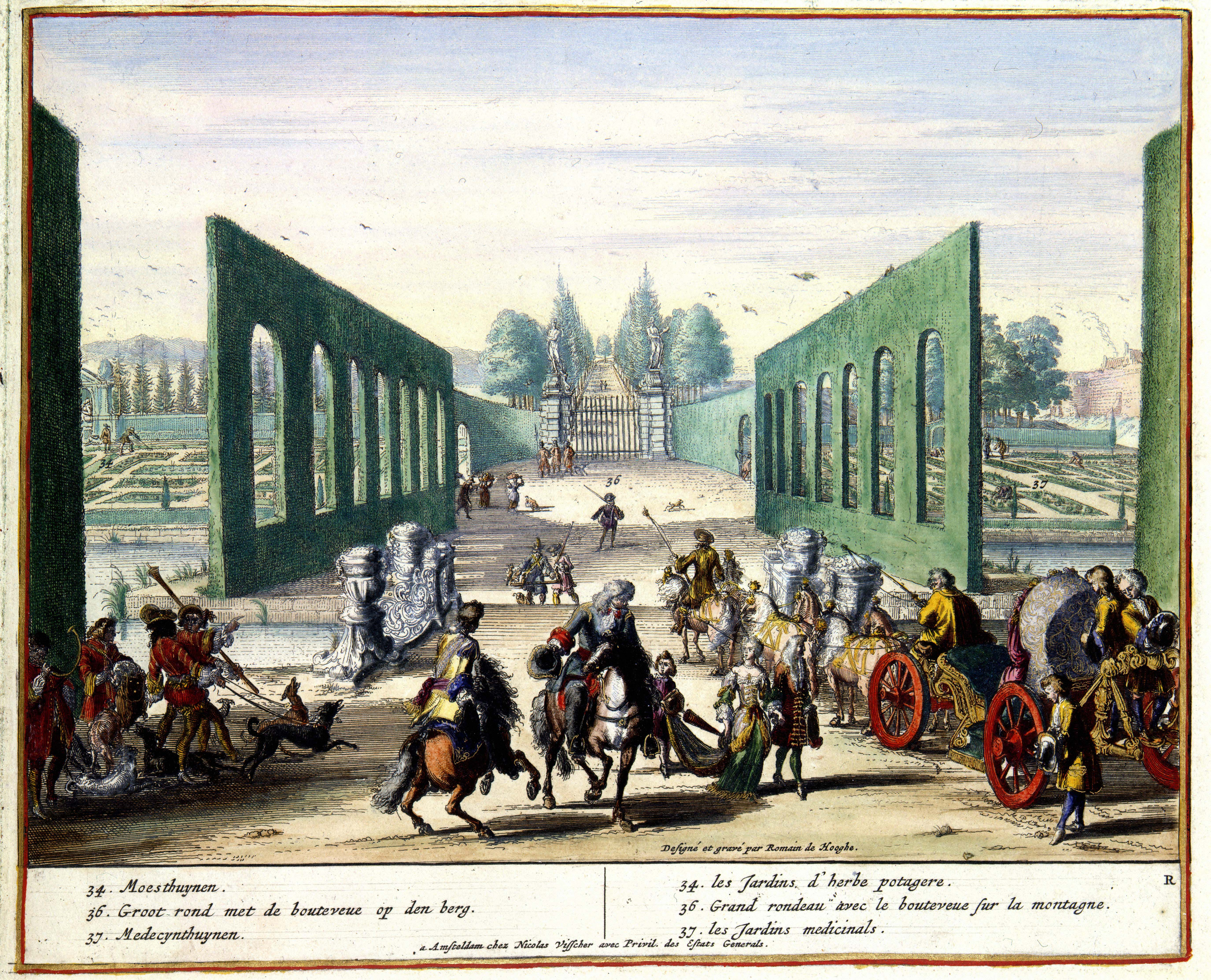
Links de moestuin, rechts de medicijnentuin
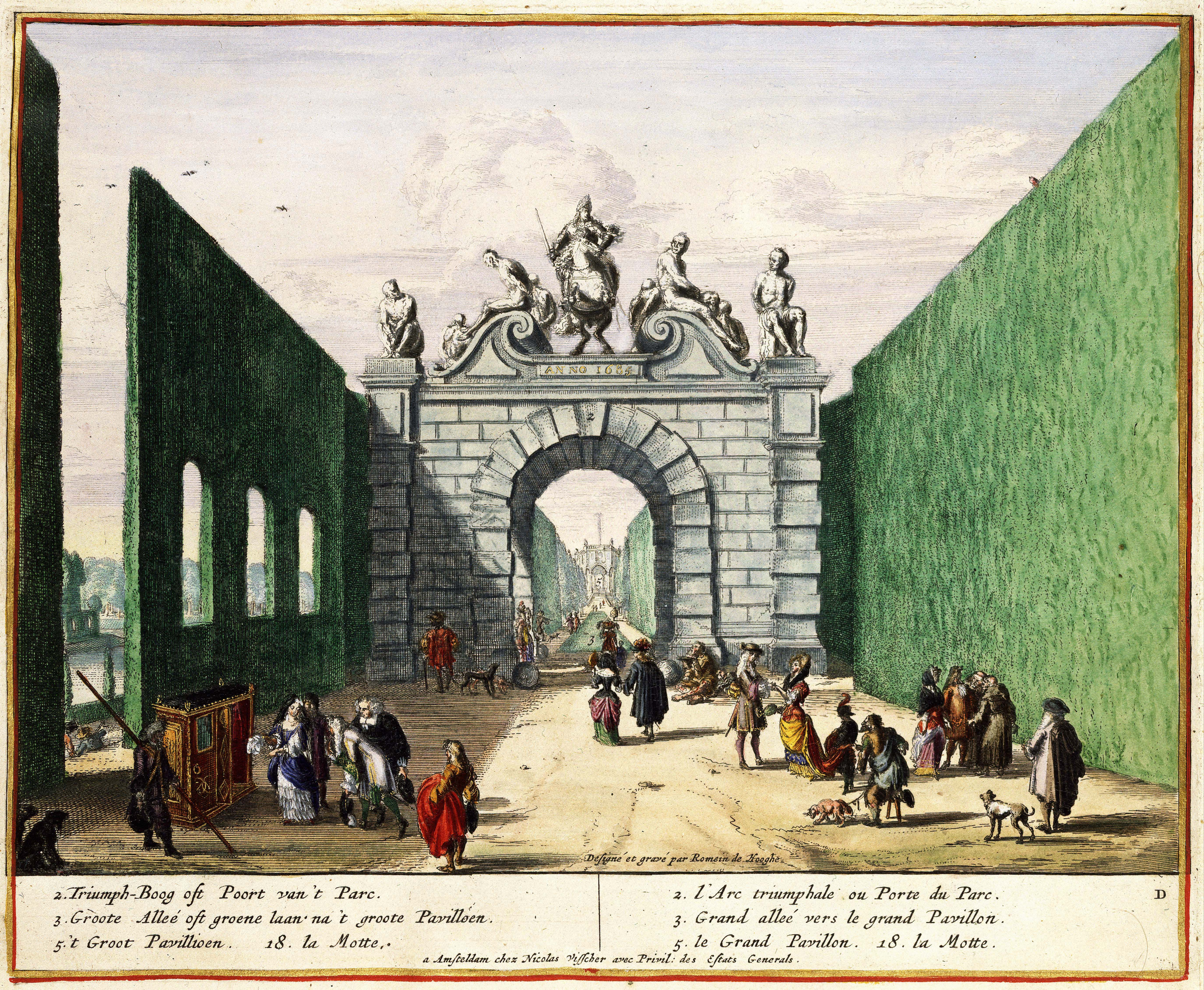
De Slavenpoort, een triomfboog op de Patte d'Oie
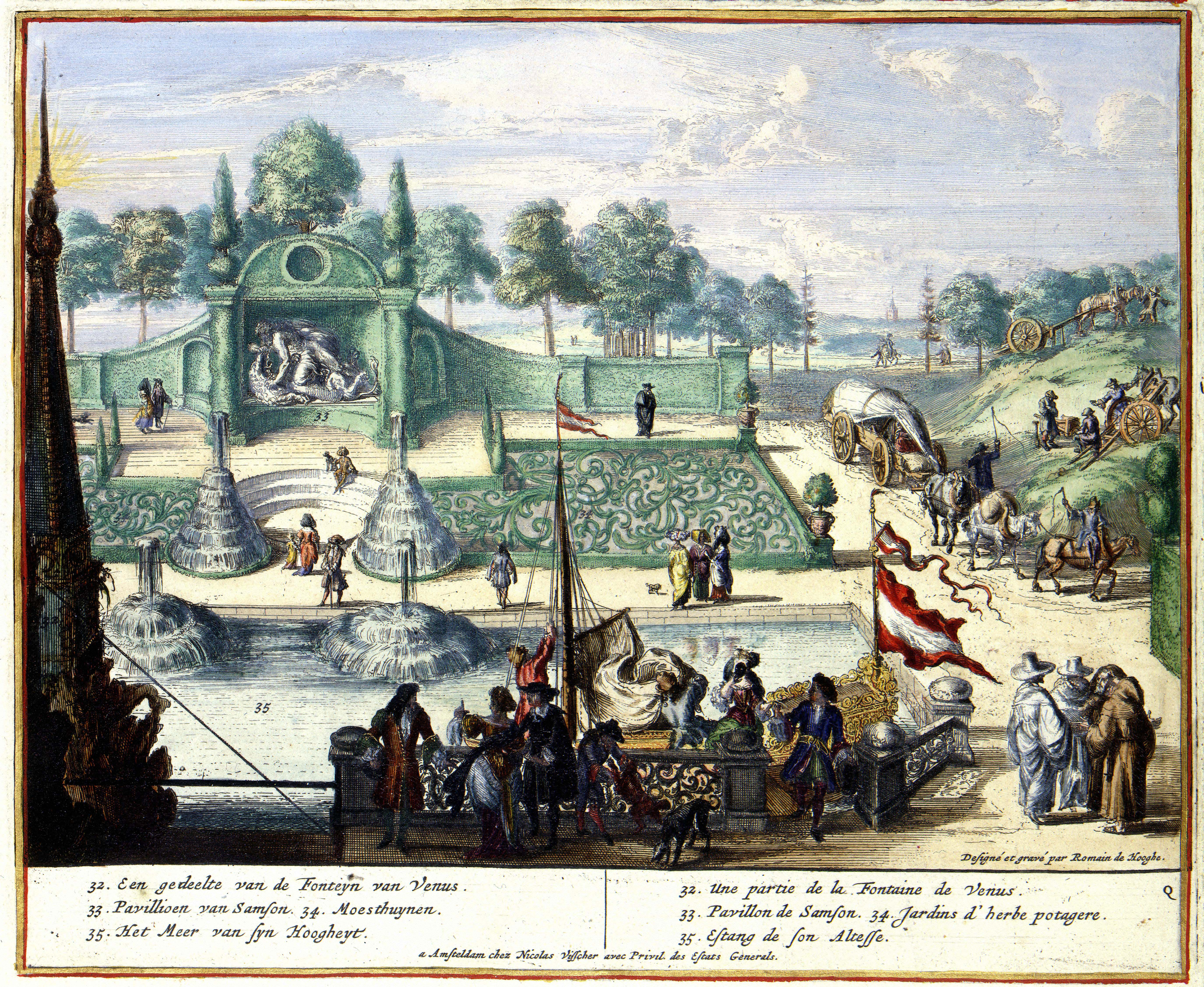
Venusfontein en Paviljoen van Samson
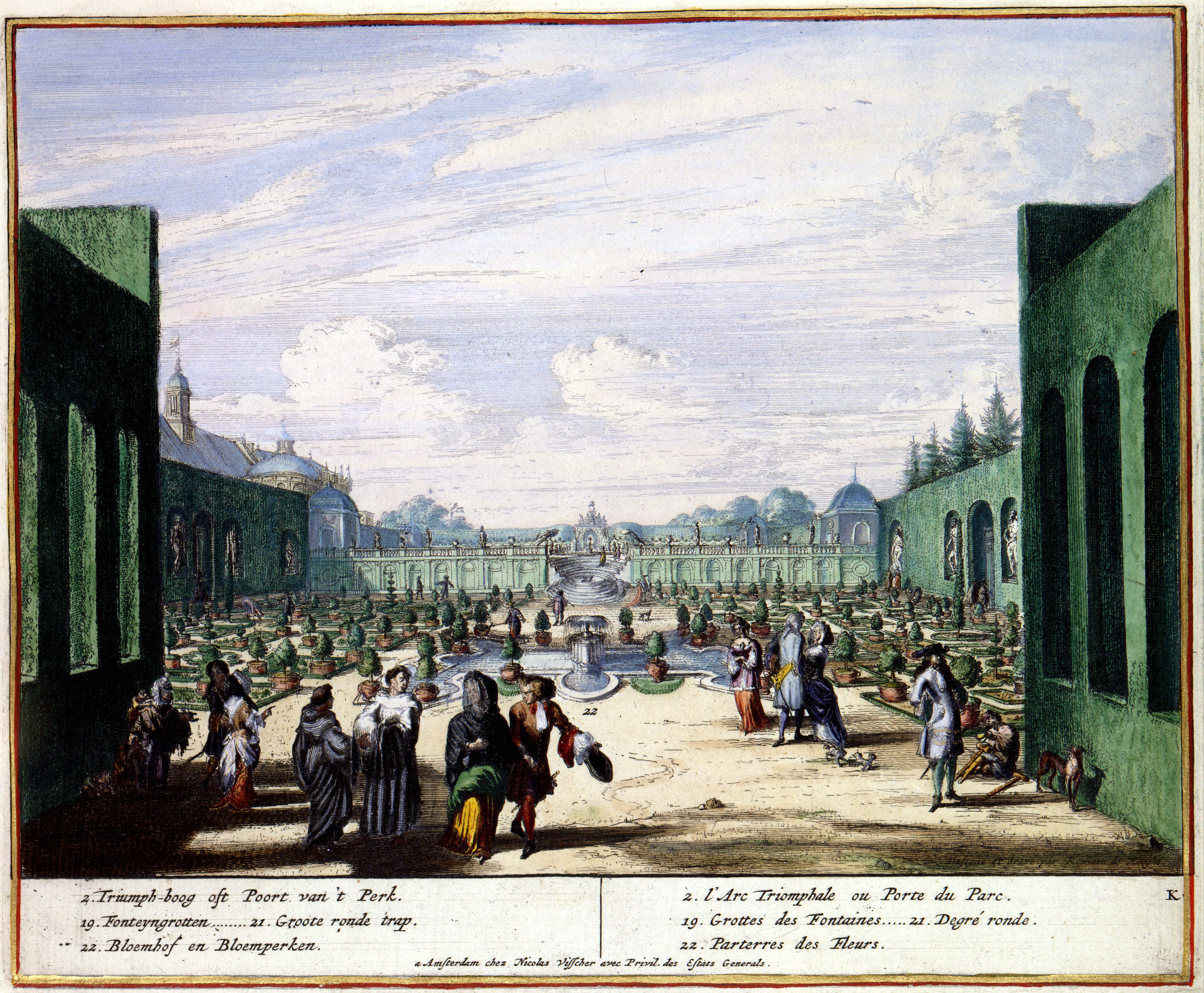
Bloementuin met erachter de ronde trap en de Slavenpoort
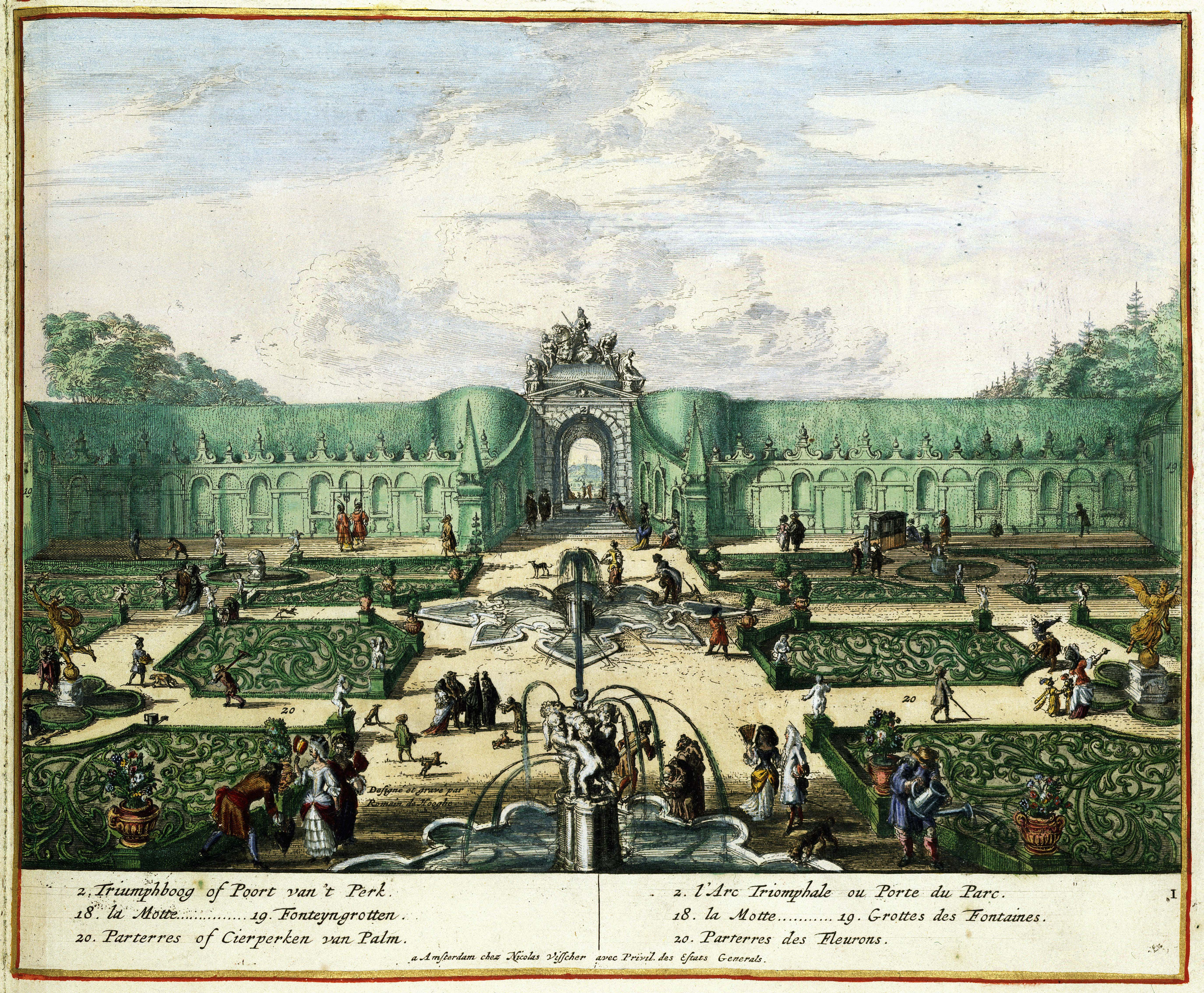
Fontein en zijaanzicht van de Slavenpoort

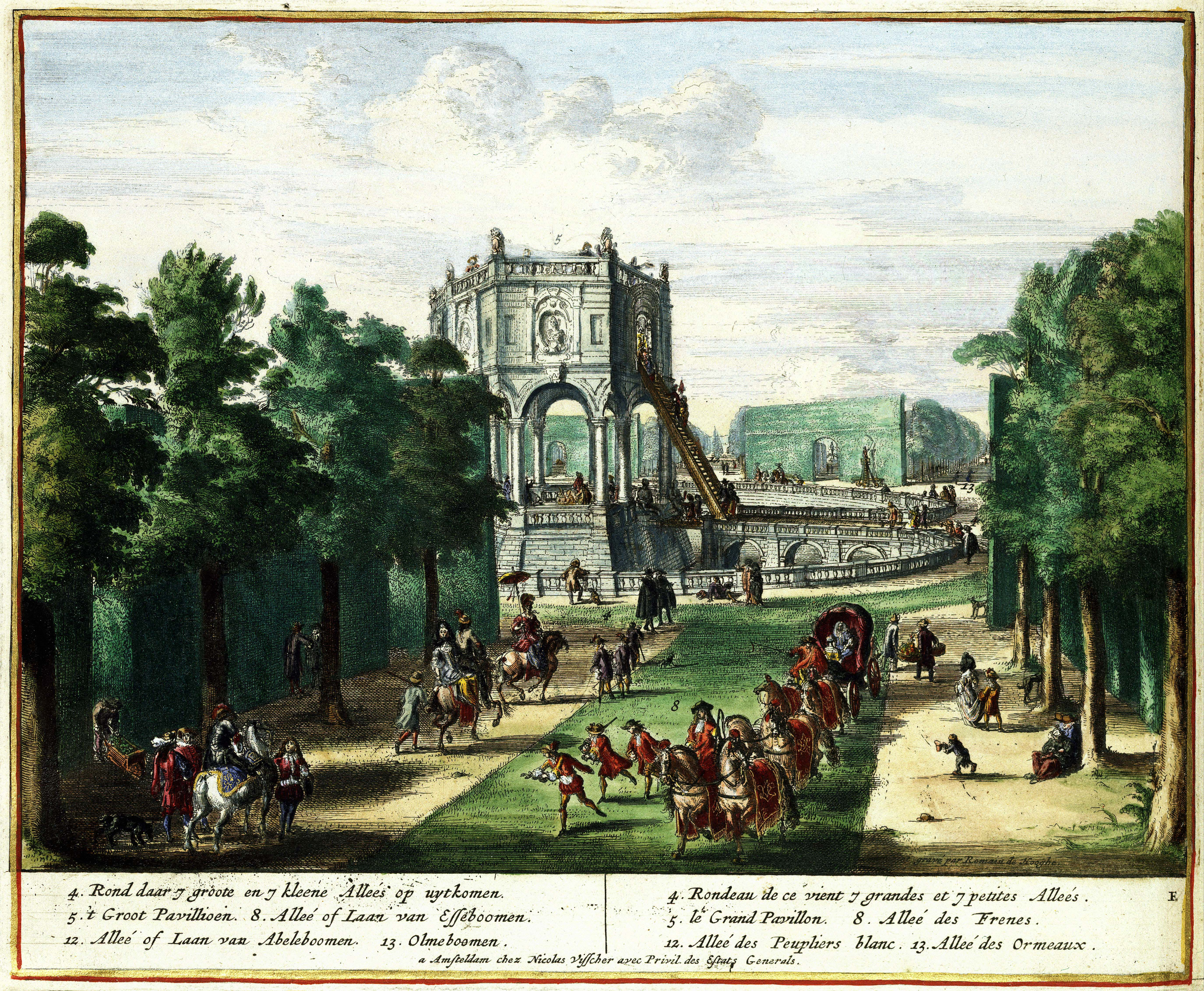
Groot Paviljoen met de in de brug verzinkbare trap
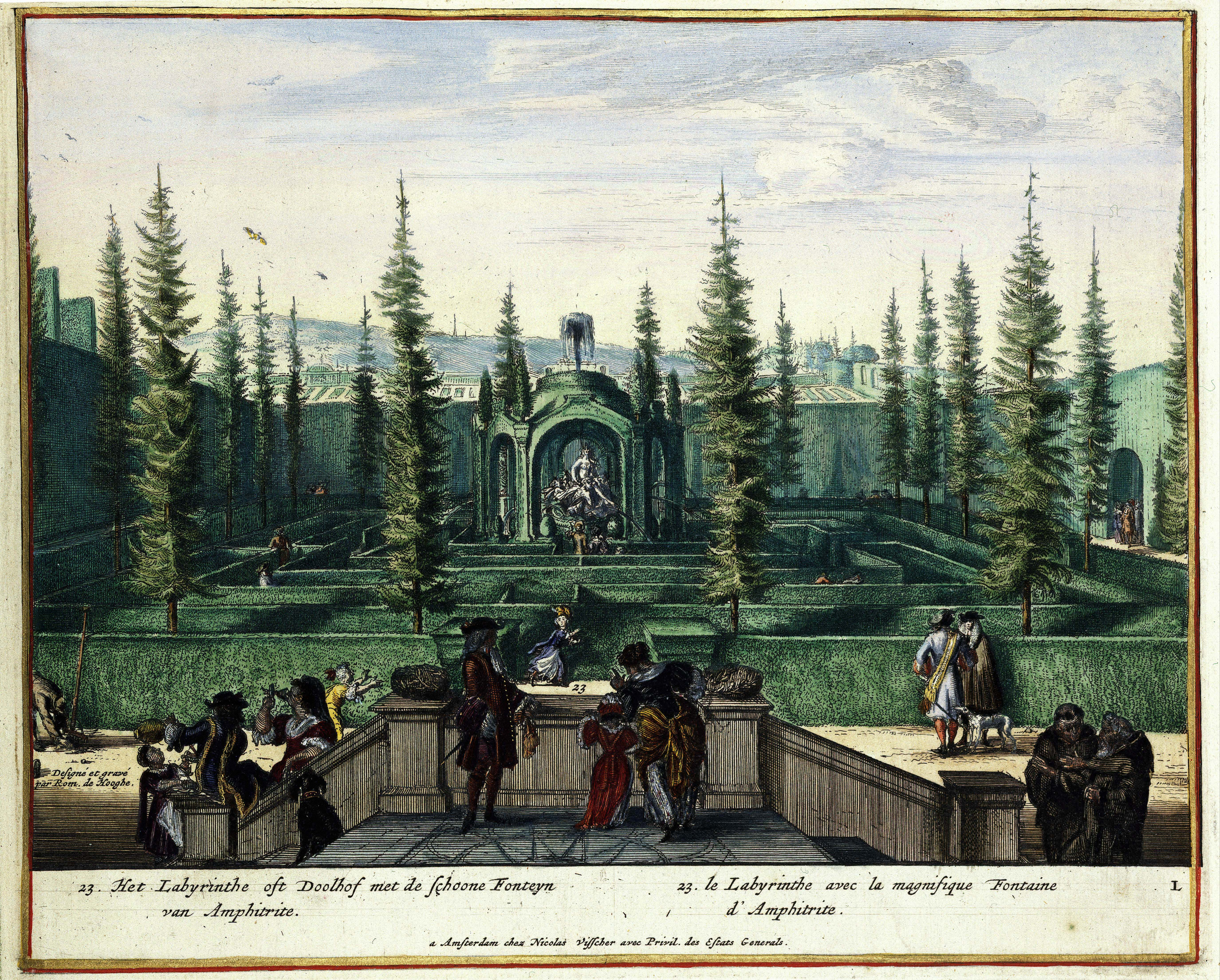
Labyrint met in het midden de fontein van Amphitrite
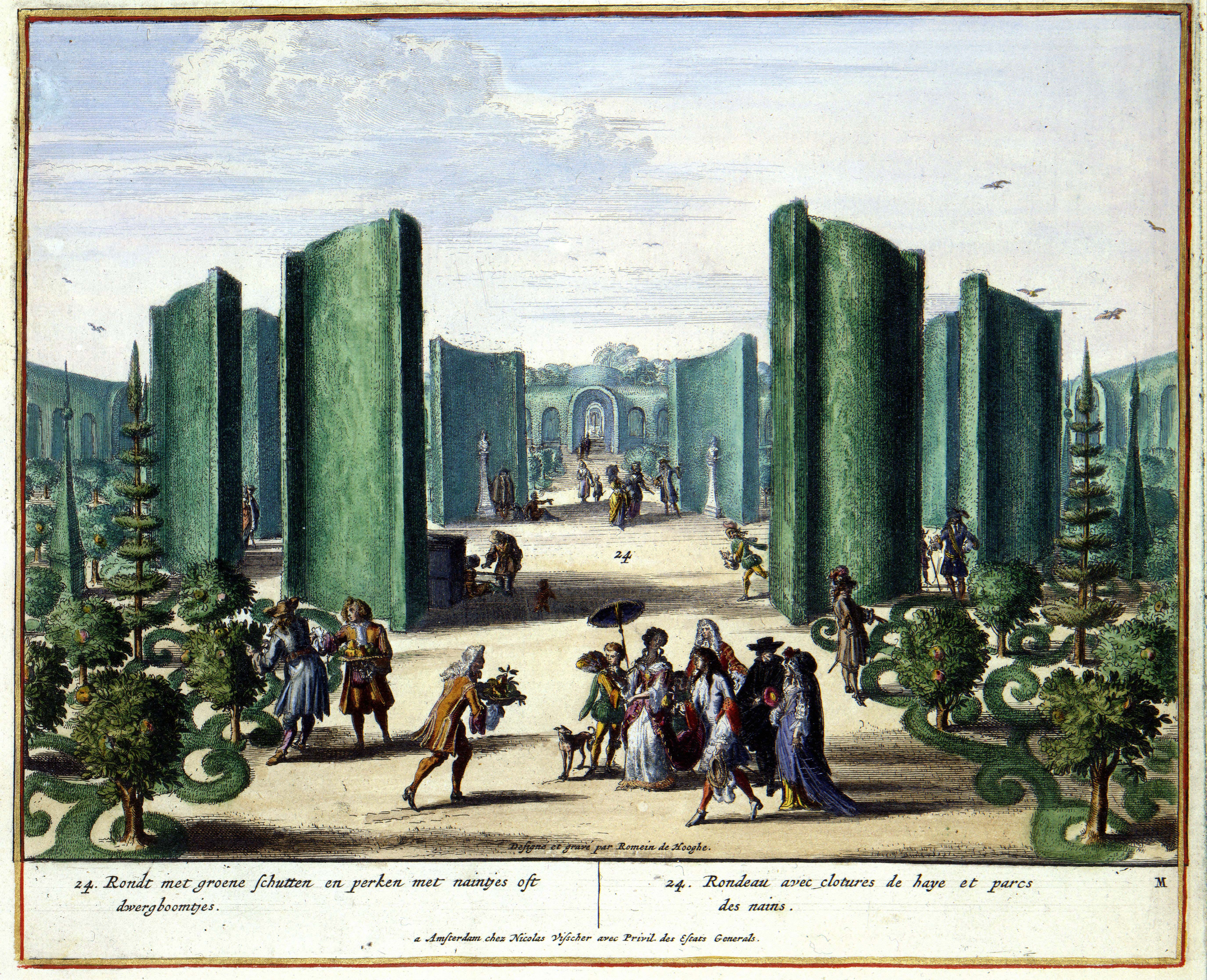
Haagcirkel met sinaasappelbomen
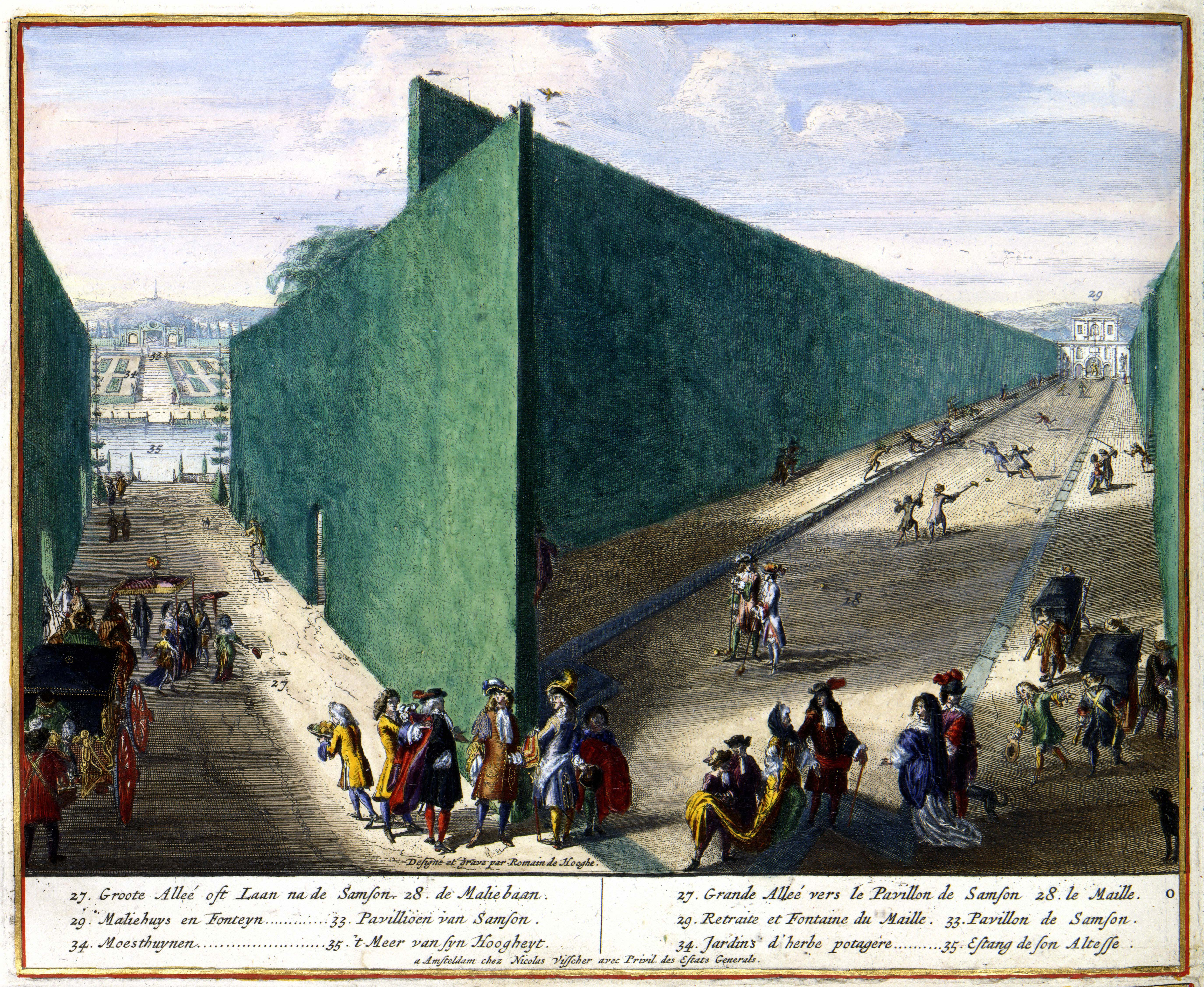
Kruispunt met links het Samsonpaviljoen (voorbij het meer), rechts het Maliehuis
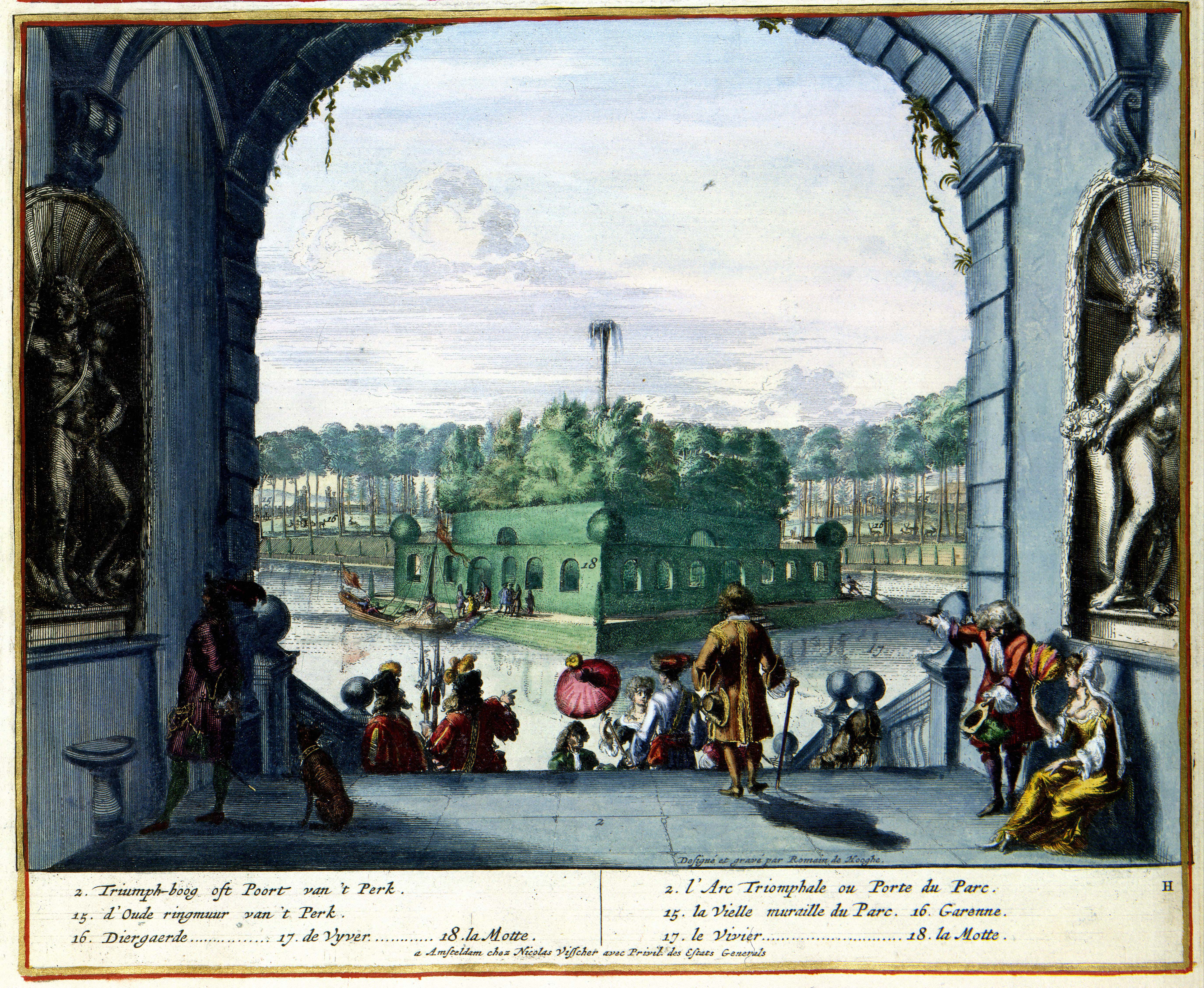
De beplante Motte midden in de vijver

In 1775 vond een jachtongeval plaats in het park. Lodewijk Engelbert van Arenberg kreeg hagel in zijn gezicht en werd op 24-jarige leeftijd blind. Dit weerhield hem er niet van om grote plannen te maken. Tussen 1780 en 1782 liet hij de befaamde Franse architect Charles De Wailly ontwerpen maken voor een nieuw kasteel, ter vervanging van het oude dat reeds sterk in verval was. Maar door de politieke instabiliteit onder keizer Jozef II konden de bouwwerkzaamheden geen doorgang vinden. De hertog liet dan maar elders in zijn park een somptueus landhuis optrekken (uitgevoerd door Louis Montoyer naar een ontwerp van De Wailly). Nauwelijks was het afgewerkt, of het brandde volledig af (28 oktober 1786). De Wailly maakte ook plannen voor een extravagante Apollotempel op de Parnassusberg en een "nieuw Herculanum", met Romeinse ruïnes in een verwilderd landschap. Verder dan aquarellen en een in Parijs tentoongestelde maquette kwam het echter niet.

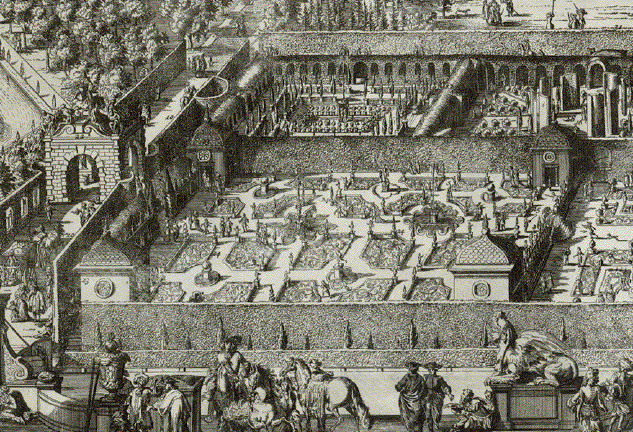
Detail uit t Vermaarde Park van Anguien van Frederik de Wit, rond 1650

Enige tijd nadien had het domein sterk te lijden onder de Franse Revolutie. Op de Ferrariskaart van 1775 is het nog in volle glorie te zien, maar na de Slag bij Jemappes (1793) werd het geplunderd en sloegen de Arenbergs op de vlucht. Bij hun terugkeer was het kasteel in zodanig slechte staat dat Lodewijk Engelbert van Arenberg het liet slopen (1806), op de Kapelletoren na. De Sansculotten hadden ook de talrijke sculpturen grotendeels gevandaliseerd. Het ruiterstandbeeld van Filips Karel van Arenberg en de acht geketende slaven uit lood waren weggenomen voor omsmelting.
Onder Prosper-Lodewijk van Arenberg kende het domein terug een opleving. Hij liet exotische planten groeien in een palmserre aan de orangerie. In 1877 schonk hij zijn collectie aan de Leopold II voor diens Serres van Laken.

### Onder de Empains
In 1913 nam François Empain, broer van de industrieel, de chasse en de chaumière op het domein in erfpacht. Hij kreeg het in handen voor veertig jaar en had zich verbonden tot het oprichten van een nieuw kasteel.
Na de Eerste Wereldoorlog werden alle bezittingen van de Arenbergs onder sekwester geplaatst, inclusief hun Edingse domein. François Empain kon een openbare verkoop niet verhinderen, en zag zich gedwongen er in 1924 de som van 3.260.000 frank voor neer te tellen. De kapel en archieven maakten geen deel uit van deze operatie, want hertog Engelbert-Marie had ze op 31 oktober 1918 aan de kapucijnen geschonken. De kerkschat werd in 1924 aangekocht door de Belgische staat.
Volgens de afspraken was Empain in 1913 begonnen met de bouw van het nieuwe kasteel, op de plaats van de vroegere orangerie. Architect Alexandre Marcel ontwierp een gebouw in Lodewijk XVI-stijl, versierd met Egyptiserend houtwerk. Twee vleugels werden aangebouwd in 1926 door Ch. Verhelle.

### Publiek bezit

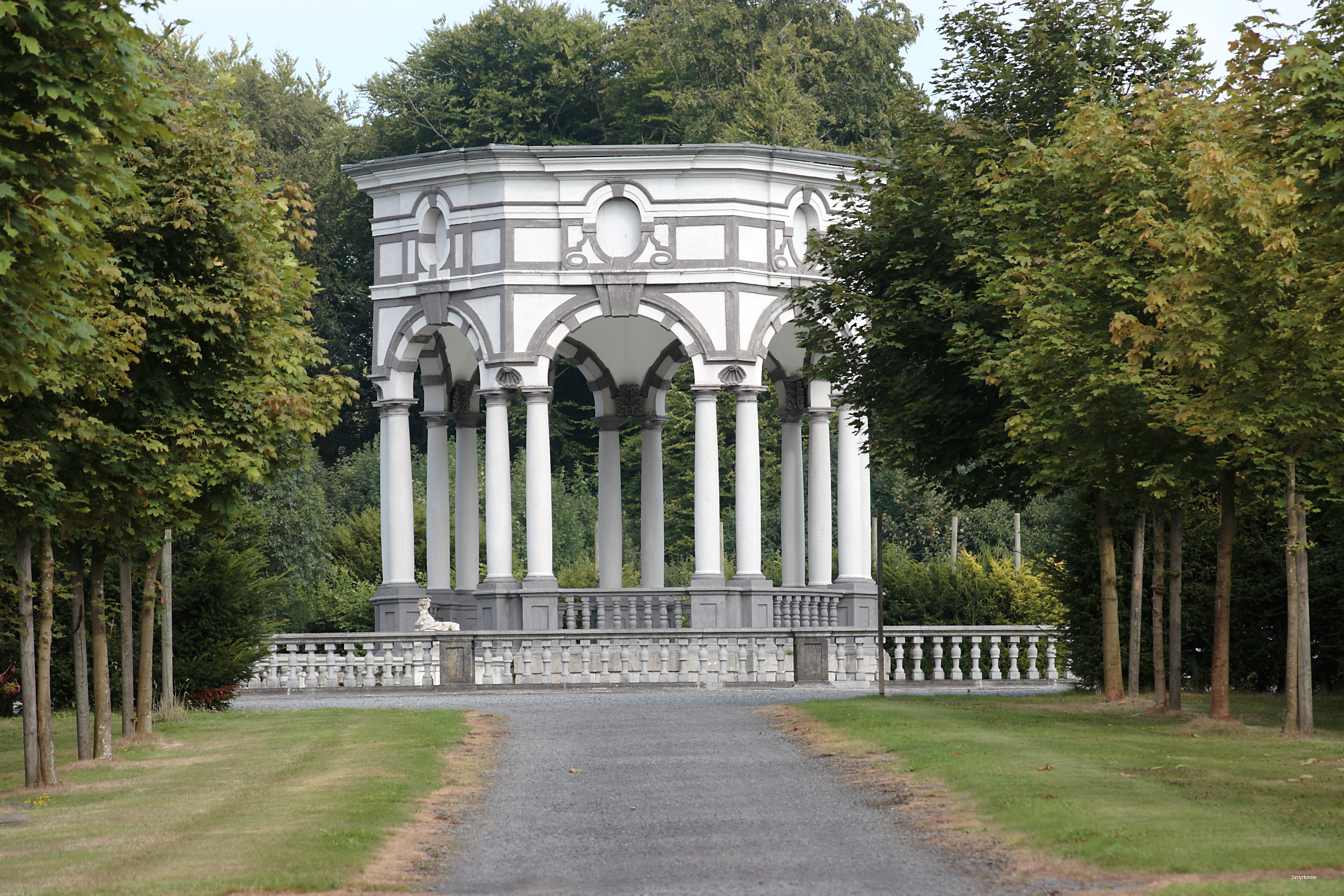
Het grote paviljoen

Naar aanleiding van de onteigeningen voor de aanleg van de A8, werd het domein door de familie Empain te koop gesteld. Het werd in 1986 aangekocht door de gemeente Edingen.
In 1972 is het domein beschermd en in 1998 werd een begin gemaakt met het reconstrueren van het park. Bossen werden geveld om terug plaats te maken voor elementen uit de renaissance-barok tuinen.

## Beschrijving
Het huidige uitzicht van het park is nog steeds wilder dan vroeger. In het noordoosten is een golfterrein aangelegd.

### Kasteel van Empain

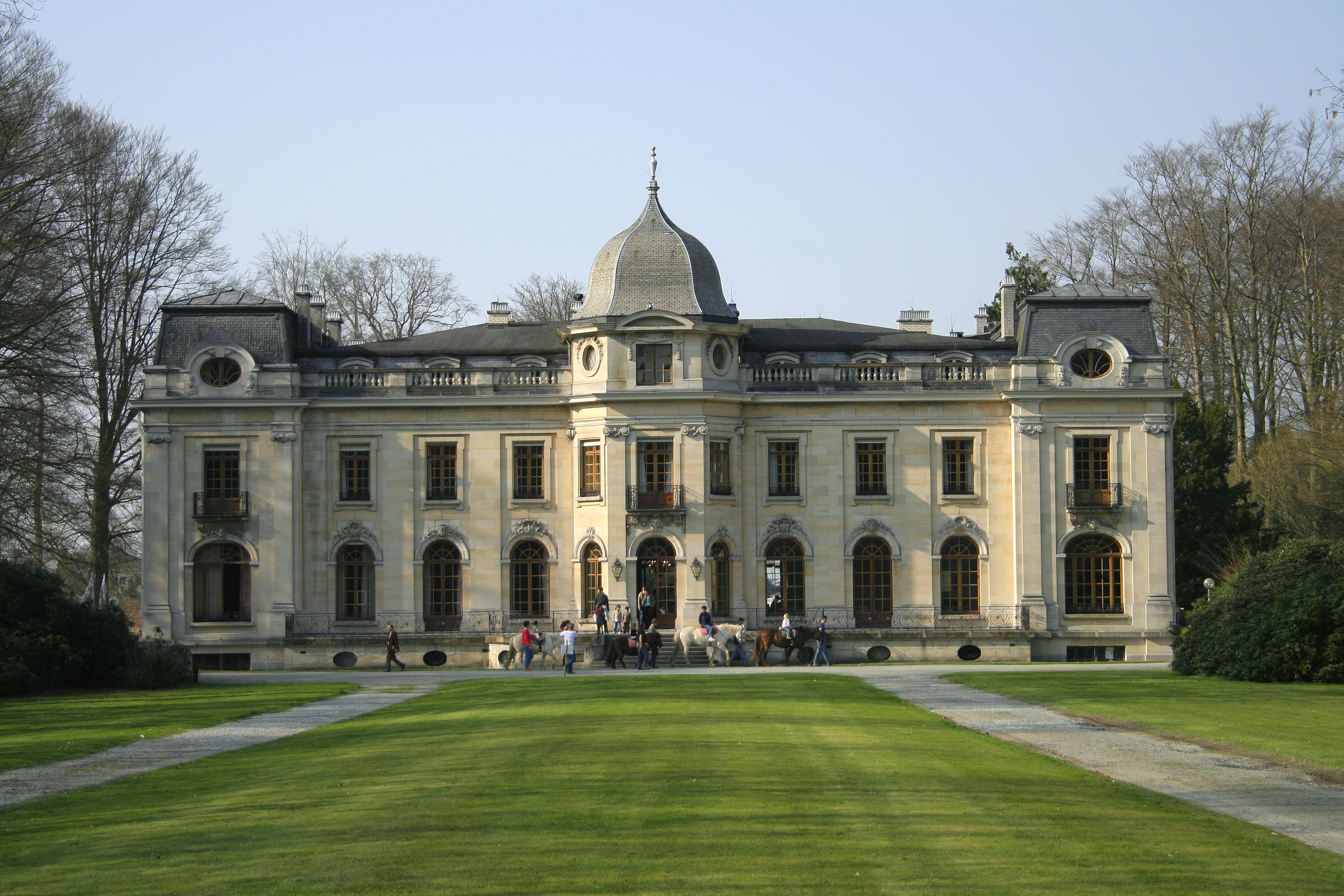
Kasteel uit 1913/1926

### Paviljoen van de Zeven Sterren
Dit barokke paviljoen werd aangelegd op een centraal punt van waaruit 14 lanen uitwaaierden. De zeven sterren uit de naam verwijzen naar de in die tijd gekende planeten. Het paviljoen zou ontworpen zijn door Macaire Borlère. Het ligt in een waterbassin dat door een brug overspannen wordt. Uit deze brug kon via een ingenieuze machinerie een trap tevoorschijn komen naar het dakterras. Van daaruit had men een onbelemmerd uitzicht over de verre omgeving.
De restauratie van het groot paviljoen, ontdaan van zijn standbeelden en medaillons en van zijn vroegere functie als belvédère, werd afgerond in 2006.

### Slavenpoort
Deze triomfboog uit ca. 1660 stond aanvankelijk op de Patte d'Oie, van waaruit drie grote assen vertrokken. In 1725 werd ze verplaatst naar de ingang van het park.

### Kapelletoren
Deze door bomen omringde toren is het enige overblijfsel van het middeleeuwse kasteel. Zijn huidige uitzicht gaat terug op een verbouwing in 1512 door Filips van Kleef. Op het gelijkvloers is een kapel met doksaal, ingrijpend gerestaureerd door Prosper van Arenberg, en eronder een grafkelder. De zoldering heeft een opmerkelijke houtstructuur.

### Erekoer
Rond de Court d'honneur van het oude kasteel, in 1718 aangelegd, staan nog een aantal merkwaardige gebouwen. In het Archieven- of Hertogenpaviljoen is tegenwoordig het toeristisch bureau ondergebracht. In het Edouard- of Prinsessenpaviljoen huist een initiatiecentrum over de ecologie van het park.

### Chinees paviljoen
Dit was een van de vier paviljoenen op de hoeken van de Fleurontuin. Het dateert uit 1657 en kreeg in 1743 een voorkant in Lodewijk XV-stijl en een binnenaankleding in Chinees aandoend stucwerk.
Het Pavillon aux Toiles is het andere van deze paviljoenen dat bewaard is.

### Paardenstallen
In het domein zijn voorts nog paardenstallen uit 1719 (écuries) te vinden van de hand van Héroguelle. Ze zijn drie verdiepingen hoog en bevatten 78 boxen.

### Chaumière
In dit huis met rieten dak woonde de domeinbewaker. Het werd in 1913 gehuurd door Empain.

### Hoeve
De oude hoeve (ferme Lemercier) ligt vlak naast het in 1786 afgebrande kasteel. Ze was voor die gelegenheid herbouwd en heeft haar uitzicht uit die tijd bewaard.

### Parnassusberg
Deze kunstmatige heuvel is een uit Italië afkomstig element. Op de top stond vroeger een Apollotempeltje. In 1811 werd de in onbruik geraakte schandpaal er geplaatst, die in 1926 gezelschap kreeg van de Romeinse Wolvin.

### Waterlopen
De waterhuishouding op het domein is zeer doordacht aangelegd, onder meer door de kapucijn Karel van Brussel, de Bergense kanunnik Munoz en de tuinman D. Mussche.
Het water wordt op het hoogste punt verzameld in het bassin rond het grote paviljoen, gevoed door bronnen. Vandaar uit werden de druk voor verschillende fonteinen op peil gehouden, waaronder die in het octofonale bekken van de Drie Dolfijnen op het kruispunt van de Ganzevoet (oorspronkelijk in marmer maar gerestaureerd in beton).
Het meest in het oog springende onderdeel is het grote meer (Grand Canal) naast de oude Romeinse Chaussée Brunehaut. In het verleden sprak men ook wel van de Reigervijver. Het meet 65 op 800 meter, dubbel zo lang als in de 17e eeuw. De bodem was in die tijd betegeld en in het midden was een nu verdwenen gebouw met een brug ernaartoe. Galeien met zes roeiers hielden er schijngevechten. Op een zomerdag in augustus 1784 wandelde de blinde hertog Lodewijk over het wateroppervlak met koperen "bootschoenen" aan de voeten. Onder het meer loopt de beek Ordu in een houten sifon. Van het kanaal loopt het water verder langs de vroegere stadswallen.
De Spiegelvijver is de andere grote waterpartij. Vroeger omsloot hij de Motte, het eiland met zijn wonderlijke vogelkooi. In die tijd dreven er gondels over het water en onder de brug. Tussendoor stond hij ook wel bekend Balustervijver, naar de trappen en balustrade die hertog Leopold aan de kasteelzijde had laten aanleggen.
Vandaar gaat het water naar de verderop gelegen molenvijver. Er is ook een ellipsvormige Eendenvijver en (net buiten het park) de Dodanevijver met zijn brug.

### Standbeelden

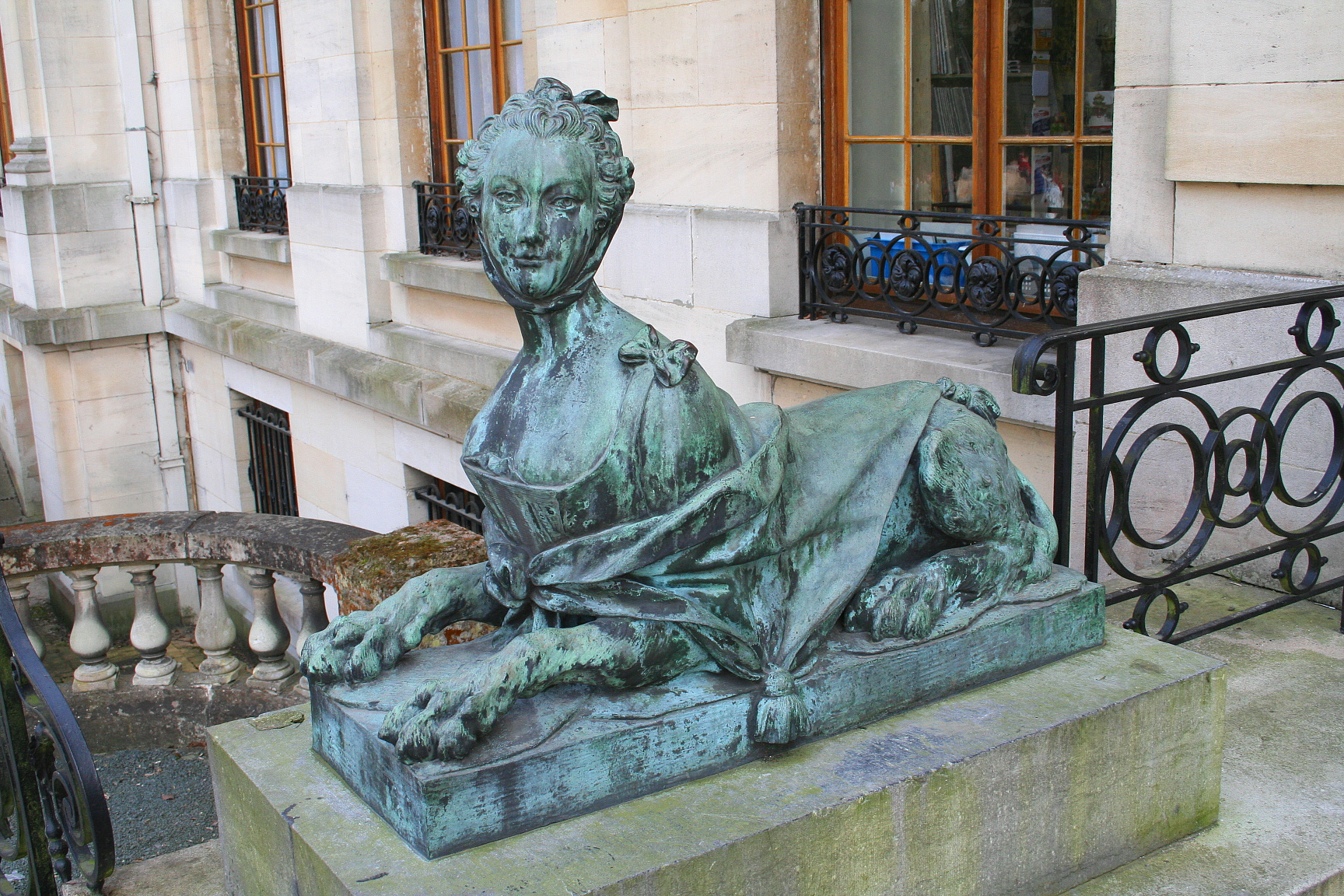
Sfinx aan het kasteel

- Le Sanglier de Florence, het enige standbeeld uit de tijd van de baroktuin, zou een kopie zijn naar een origineel dat Pietro Tacca in 1612 gemaakt had voor de Mercato Nuovo te Firenze. De sokkel uit roze marmer is van Jean Ris.
- De Wolvin met Romulus en Remus, een kopie van de Romeinse versie
- De Dénicheur d’Aigles (Arendvanger) van Jef Lambeaux
- Diana (1926), bronzen kopie van een marmeren origineel van Jean-Antoine Houdon
- Vier vrouwenbeelden in Franse steen. Ze staan bij het kasteel van Empain en symboliseren Floriculture, Agriculture, Arboriculture en Botanique
- De zittende Pugiliste (vuistvechter) aan de Spiegelvijver
- De Sfinx aan het kasteel
- De vis met kinderen te midden het Grand Canal

### Bloementuinen
In het park bevindt zich een grote rozentuin. De vierkantige tuin in Italiaanse renaissancestijl (Bloemhof) werd zo getrouw mogelijk heraangelegd met planten uit die tijd. Ook werd er een Europees conservatorium voor dahlias ondergebracht, met vele honderden soorten uit alle hoeken van de wereld.

## Trivia
- Voltaire was er de gast van Leopold Filips in 1739 en vermeldde in een brief aan Helvétius dat er geen boeken te vinden waren maar dat de tuinen er mooier waren dan die van Chantilly.
- In 1814 ondertekenden de Hertog van Saksen-Weimar en de zich terugtrekkende generaal Maison er een wapenstilstand, toen deze laatste de troonsafstand van Napoleon vernomen had.
- Tijdens de Slag bij Waterloo waren er tienduizend paarden in het park ondergebracht.
- In 1918 gebruikte de Duitse bezetter het domein als vliegveld.
- In 1986-1988 werd de slotscène van de film Le maître de musique van Gérard Corbiau in het park opgenomen.
- Jaarlijks wordt in het park de lichtshow (son et lumière) De Lumineuze Nachten (Les Nuits Lumineuses) georganiseerd. [16]

## Verder lezen
- Yves Delannoy (1979), Le parc d'Enghien : notices iconographiques et historiques: texte et planches, ACAE XIX, 110p. + 40p. ill.
- Yves Delannoy (1986), Le Parc et les fameux jardins d'Enghien (Enghien: Delwarde)
- Nadine Seys (1986), Geschiedenis van het park te Edingen aangelegd door de familie Arenberg, 17de tot en met 19de eeuw (verhandeling K.U.Leuven)
- Françoise Carlier en Claude Vandewattyne (1997), "Le parc d'Enghien", in: Le Patrimoine monumental de la Belgique: Wallonie. Province de Hainaut, arrondissement de Soignies, Vol. 231, blz. 295-309